# 倪萬笏
倪萬笏（?—?），江苏人，清朝政治人物。举人出身。
乾隆42年（1777年），擔任清朝遵义府婺川縣知縣。后由程正坤接任。